# Polminhac
Polminhac is een gemeente in het Franse departement Cantal in de regio Auvergne-Rhône-Alpes. De plaats maakt deel uit van het arrondissement Aurillac. Polminhac telde op 1 januari 2022 1.205 inwoners.

## Bezienswaardig
- Kasteel van Pesteils
- Kasteel van Vixouze

## Geografie
De oppervlakte van Polminhac bedroeg op 1 januari 2022 29,03 vierkante kilometer; de bevolkingsdichtheid was toen 41,5 inwoners per km².
De onderstaande kaart toont de ligging van Polminhac met de belangrijkste infrastructuur en aangrenzende gemeenten.

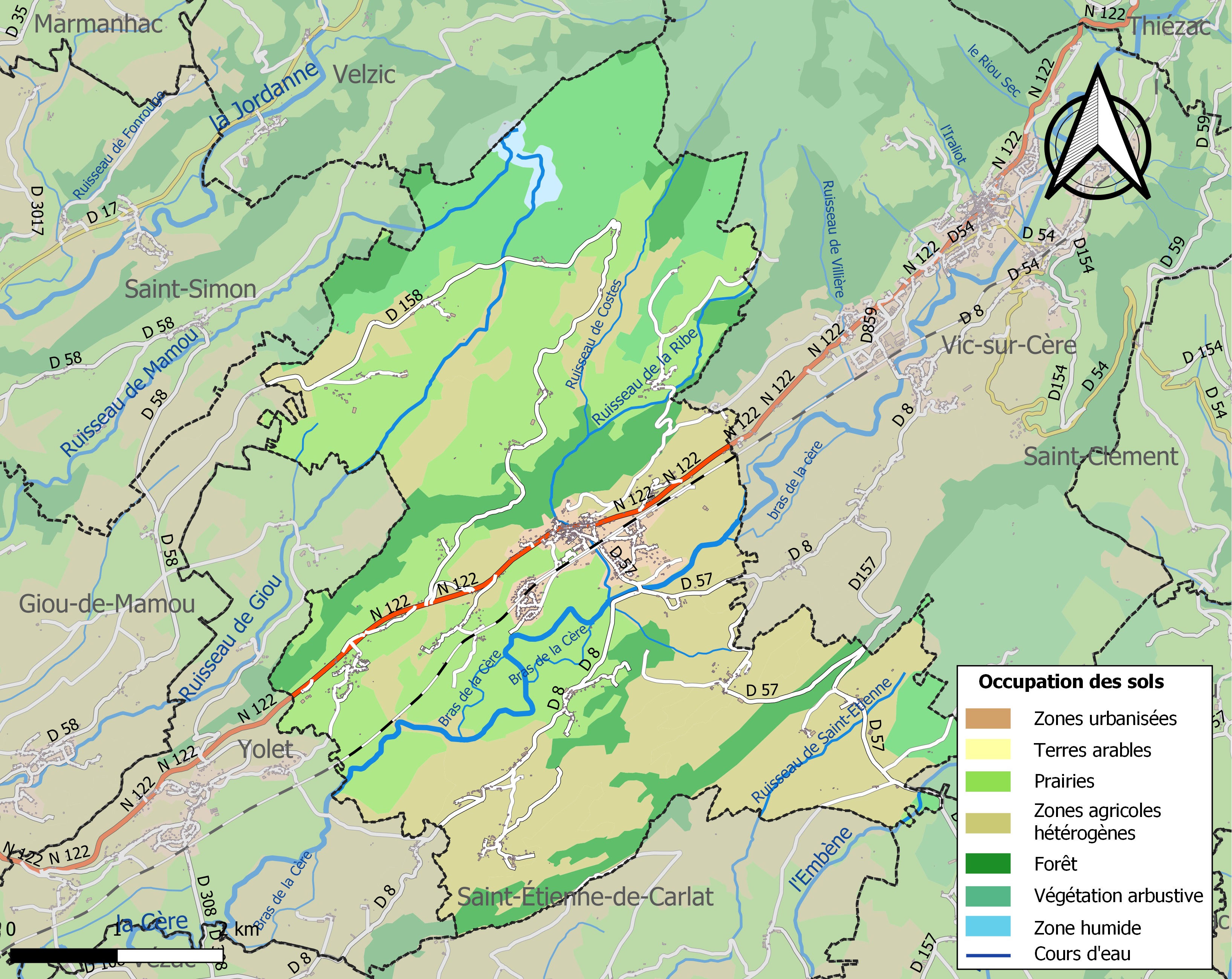

## Demografie
Onderstaande figuur toont het verloop van het inwonertal (bron: INSEE-tellingen).

Vanwege een beveiligingsprobleem met de MediaWiki Graph-software is het momenteel niet mogelijk deze grafiek weer te geven. Zodra de software is bijgewerkt zal de grafiek vanzelf weer zichtbaar worden.